# Michèle Ferrand
Michèle Ferrand est une sociologue, directrice de recherche émérite du CNRS, spécialisée sur la question des rapports sociaux de sexe.

## Vie professionnelle
Michèle Ferrand est active au CNRS en tant que directrice de recherche émérite au sein du Centre de recherche sociologique et politique de Paris (Cresppa), dans le laboratoire « Cultures et société humaines ». Depuis 2000 elle fait également partie de l'unité « Démographie, genre et sociétés » de l’Institut National d’Études Démographiques (INED).
Ses domaines de recherches principaux sont l'avortement, la sexualité, la contraception et les rapports sociaux de sexe. Elle travaille également sur les champs de la famille, du travail et de l'éducation.
Elle a notamment participé en 2000-2001 à deux grandes enquêtes de l'Inserm sur les pratiques contraceptives et le recours à l’IVG en France (enquête COCON : Cohorte Contraception) et sur les motifs conduisant les femmes à recourir à l'IVG (enquête GINE : Grossesses Interrompues, Non prévues ou Évitées). Ces deux études font référence sur le sujet en France et sont régulièrement cités dans des documents récents tels que dans la thèse de Gabrielle Hengy : "Interruptions volontaires de grossesse : comprendre la répétition" ou encore dans la bibliographie sélective sur la sexualité et la contraception du Centre de ressources documentaires en santé publique de Basse Normandie.
Michèle Ferrand est sollicitée pour donner son avis de chercheuse ou fréquemment citée sur ses thèmes de prédilections : contraception, - notamment lors des 50 ans de la loi Neuwirth sur l'autorisation des contraceptifs célébrés en 2017, -, avortement, répartition des tâches et des rôles femme-homme dans les foyers,,.

## Ouvrages
- Michèle Ferrand, Féminin Masculin, La Découverte, 2004, 128 p.[16]
- Michèle Ferrand, Françoise Imbert et Catherine Marry, L’excellence scolaire : une affaire de famille. Le cas des normaliennes et normaliens scientifiques, L’Harmattan, 1999, 210 p.
- Michèle Ferrand, Maryse Jaspard, L’interruption volontaire de grossesse, PUF, coll. « Que sais-je ? », 1987, 128 p.
- Michèle Ferrand, Nathalie Bajos (dir.), L’avortement ici et ailleurs, coll. « Sociétés contemporaines » (no 61), 2006, p. 5-18
- Michèle Ferrand, Nathalie Bajos et l'équipe GINE, De la contraception à l’avortement : sociologie des grossesses non prévues, INSERM, coll. « Questions en santé publique », 2002, 348 p.[17]

Michèle Ferrand a également écrit de nombreux articles, participé à l'écriture d'ouvrages collectifs et à des colloques ainsi que pris en charge des responsabilités scientifiques. Elle est notamment membre comité de rédaction de la revue Sociétés Contemporaines et dirige deux thèses en cours : 
- Camille Masclet La transmission familiale du féminisme, à partir du cas des militantes du Mouvement de Libération des Femmes (MLF) et de leurs enfants

- Marie Mathieu Penser, dire et vivre avec un avortement à Paris et à Montréal. Une étude comparative des représentations sociales des femmes ayant avorté
- Entretien avec Michèle Ferrand le 20 juin 2019 (histcnrs.fr)

## Hommages
Michèle Ferrand est citée comme femme experte du domaine dans la bande dessinée d'inspiration autobiographique "Le Choix" de Desirée et Alain Frappier sur le thème de l'avortement.